# جولیا دی کوئیلیو
جولیا دی کوئیلیو (ایتالیایی: Giulia Di Quilio؛ ۱۴ نوامبر ۱۹۸۰) بازیگر تئاتر، سینما و تلویزیون اهل ایتالیا است.
از فیلم‌ها یا سریال‌های تلویزیونی که وی در آن‌ها نقش داشته‌است، می‌توان به زن ناشناخته، زیبایی بزرگ و جایی در آفتاب اشاره نمود.